# St. Katharina (Tödtenried)

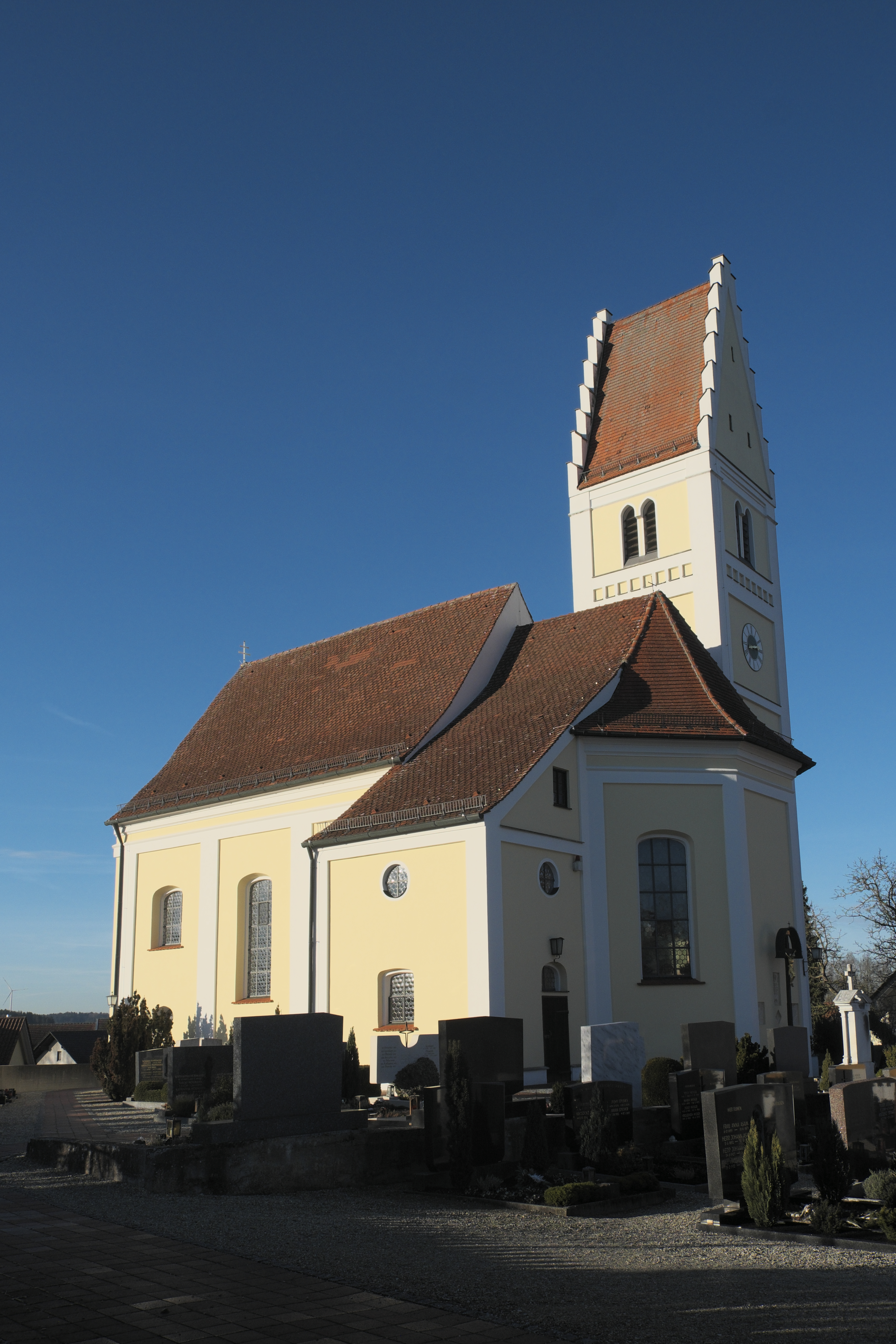
St. Katharina

Die katholische Pfarrkirche St. Katharina ist ein Baudenkmal in Tödtenried bei Sielenbach.

## Geschichte
Tödtenried wird urkundlich erstmals 1193 genannt. Eine Kirche ist im Jahr 1318 dokumentiert. 1722 wurde der gotische Vorgängerbau der heutigen Kirche abgetragen und ein Neubau von 1721 bis 1723 errichtet, der 1733 vom Augsburger Weihbischof Johann Jakob von Mayr benediziert wurde. Das Patrozinium hatte um 1580 offenbar der Apostel Andreas; 1762 und 1775 wird die heilige Katharina als Patronin genannt. Im 16. Jahrhundert war ein Altar Maria geweiht; 1725 wurde ein rechter Seitenaltar mit einem Altarblatt von Georg Hörmann ergänzt. Dieses zeigt eine Kopie des Maria Hilf Gnadenbilds von Lucas Cranach dem Älteren. Die Wallfahrt zu dem Gnadenbild, von der verschiedene Votivgaben in einem Glasschrein zeugen, überdauerte die Säkularisation.

## Baubeschreibung
Bei St. Katharina handelt es sich um einen pilastergegliederten Saalbau mit Flachtonne und eingezogenem Chor unter einer Stichkappentonne. Der nördliche Satteldachturm aus dem 15. Jahrhundert ist mit Treppengiebel versehen.